# Cherito
José Bienvenido Jiménez Sosa (* 23. August 1968 in New York City; † 24. Juli 2019), bekannt als Cherito, war ein dominikanischer Sänger, Songwriter, Arrangeur und Komponist.
Cherito gehörte von 1988 bis 1995 der The New York Band als Leadsänger, Komponist und Arrangeur an. Mit 2,5 Millionen verkauften Alben gehörte die Band zu den erfolgreichsten lateinamerikanischen Bands in den USA, die Auftritte im Madison Square Garden in New York, an der Festival Calle 8 in Miami, am Plaza de Toros in Madrid und Anfiteatro Altos de Chavón in La Romana hatte. Cherito schrieb für die Gruppe Songs wie Si tú no estás, Nadie como tú,  Dancing mood und Dame vida.
1995 veröffentlichte er unter dem Namen Chery X sein erstes Soloalbum, das mit Titeln wie Que Tentaxión (von Braulio Gracía) und Así es ella in den USA und Südamerika erfolgreich war. 1998 zog er sich von der Bühne zurück und arbeitete als Komponist, Arrangeur und Produzent für Musiker wie Celia Cruz, Wilfrido Vargas und Olga Tañón. Zugleich förderte er junge Talente wie Jimmy Bauer, Rubén Ariel und Alexa Velez, arbeitete mit dem Produzenten Sergio George zusammen und war exklusiver Komponist der Warner Music Group.
2007 ging er mit einem Merengueprojekt unter dem Titel Cherito in die Dominikanische Republik, konnte aber nicht mehr an die großen Erfolge der 1980er und 1990er Jahre anknüpfen. Cherito starb in der Nacht zum 24. Juli 2019 im Schlaf an einem Herzinfarkt.